# Josep Martí Folguera
Josep Martí Folguera (Reus, Baix Camp, 5 de juny de 1850 - Barcelona, 21 de gener de 1929) fou un poeta, dramaturg i polígraf català.

## Biografia
Va estudiar a les Escoles Pies de la seva ciutat natal, i després va estudiar dret a Barcelona fins al 1872, i el 1881 va ser jutge municipal de Reus. A partir de 1892 va residir a Barcelona, on va abandonar la seva producció literària i on va morir. Va col·laborar en revistes reusenques, com ara el Diario de Reus, l'Eco del Centro de Lectura, de la qual fou director, Revista del Centro de Lectura, que va fundar, Reus literari i altres; i nacionals catalanes com La Renaixensa i la Ilustració Catalana. El 1866, amb setze anys, va escriure una obra de teatre, "Wifredo", un drama històric, que sembla que no va ser imprès i ni tan sols representat. El 1867 va obtenir un premi de poesia. Va ser proclamat Mestre en Gai Saber el 1878 al Felibritge i el 1892 als Jocs Florals de Barcelona. Tenia un cervell prodigiós i va ser capaç de reproduir per escrit una conferència de Pere Mata i Fontanet que aquest no havia passat al paper i només l'havia pronunciada. El mateix va fer amb discursos de Castelar, i altres oradors. Entre les seves obres més destacades, aparegudes entre 1868 i 1888, cal esmentar; Poblet, A les belles arts, Lo Camp de Tarragona, La campana d'Osca, La Canso del treball, A la mes bella parla, Lo temps, La muntanyes i el mar, Escornalbou, Ermengol de Gerb i Vida per vida. La majoria dels seus manuscrits són a la Biblioteca del Centre de Lectura. De vocació teatral primerenca, i integrat a l'empresa del Teatre Romea, va signar dues obres de teatre juntament amb Frederic Soler, Lo primer amor i Cent mil duros. Un fill seu, Josep Martí i Sàbat, va ser escriptor i professor a l'Escola Superior de Bibliotecàries.
A Reus, la seva ciutat natal, se'l va declarar fill il·lustre i se li va donar el seu nom a un raval, el raval de Martí Folguera.

## Obres
Obres Poètiques

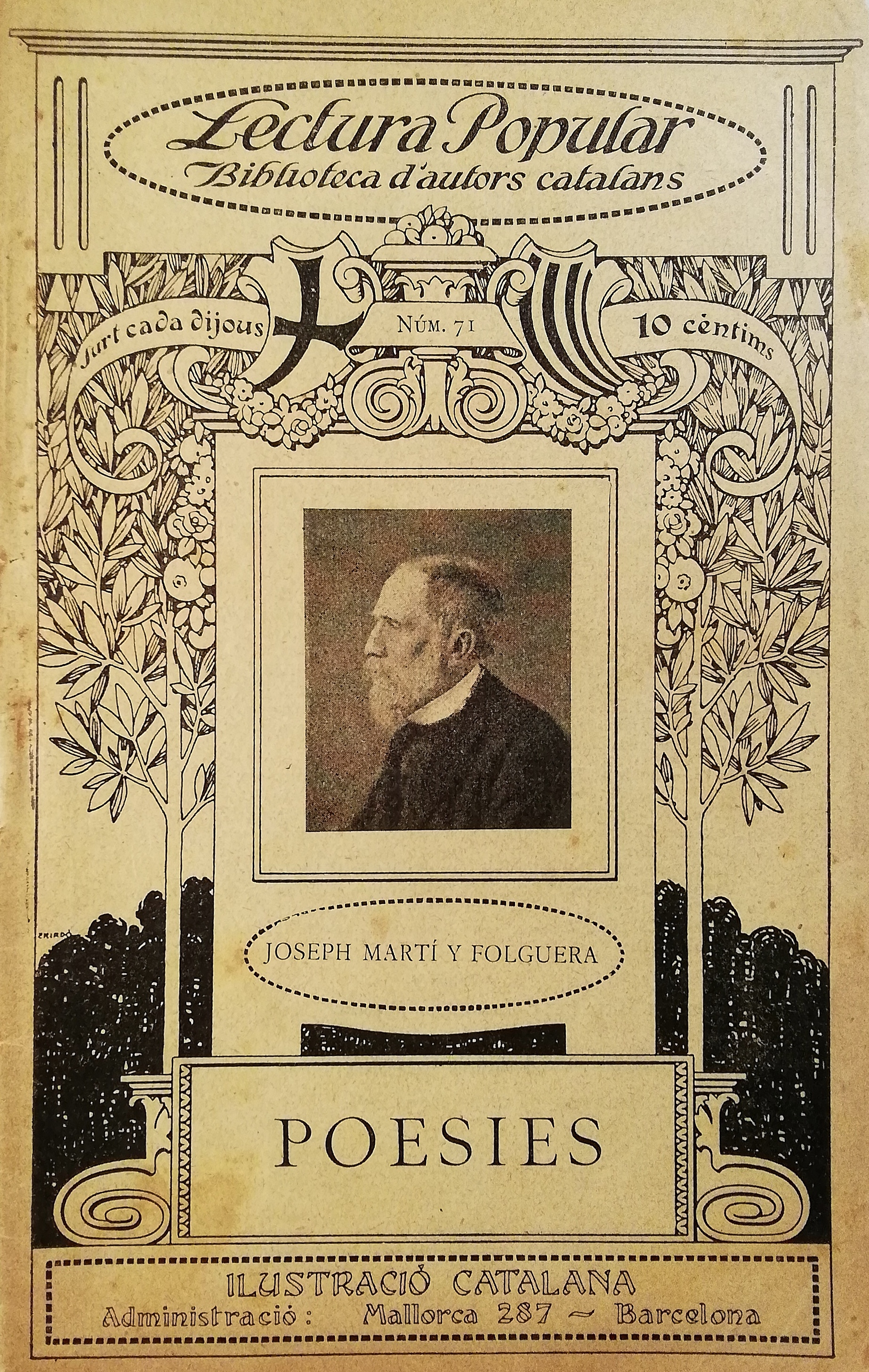
Recull de poesies de Josep Martí i Folguera publicades l'any 1914, dins la col·lecció Lectura Popular Biblioteca d'autors catalans de la Ilustració Catalana.

- Crepúsculos, albadas y vespradas (Reus: Impremta del Diari, 1866). Les "vespradas" són de Joaquim M. Bartrina
- Vibraciones: obra poética (Barcelona: Imprenta de C. Verdaguer y Cia., 1874)
- Pobre Fortuny! (Barcelona: Imp. y Lit. de C. Verdaguer y Compañía, 1875). És un homenatge a Marià Fortuny
- Sonetos y madrigales (Madrid: Librerías de A. de San Martin, 1876)
- Veus escampadas (Reus: Est. de Torroja y Tarrats, 1879)
- Siemprevivas (Barcelona: Imp. de N. Ramírez y Cía., 1885)
- Versos castellanos (Madrid: Lib. de Fernando Fe, 1893)
- Versos catalans (Madrid: Lib. de Fernando Fe, 1893)
- Poemas catalans (Reus: Tipografia Viuda de Torroja, 1896)
- Poemas castellanos (Reus: Tipografia Viuda de Torroja, 1896).

Novel·les
- Lo Caragirat (Barcelona: Impremta de La Renaixensa, 1877)

Teatre
- Wifredo (1866) [Manuscrit]
- Lo primer amor, comèdia en 3 actes i en vers, estrenada al Teatre Romea la nit del 13 de març de 1884 (escrita conjuntament amb Frederic Soler). La primera edició impresa és del mateix 1884 (Barcelona: Llibreria d'Eudalt Puig)
- La ratlla dreta, drama en 3 actes, estrenat el 15 d'octubre de 1885, al teatre Romea de Barcelona, escrita en col·laboració amb Frederic Soler. [Manuscrit]
- La Justícia del abat. Drama en 3 actes i en vers (Barcelona: Llib. d'Eudalt Puig, 1886) (estrenada al teatre Romea, de Barcelona, el 23 de març de 1886)
- Foch d'encenalls. Comèdia en 3 actes i en prosa, estrenada al 9 de novembre de 1886, al teatre Romea de Barcelona. (Barcelona: Llib. d'Eudalt Puig, 1886)
- 100.000 duros, drama en 3 actes i en vers. Escrita conjuntament amb Frederic Soler i estrenada al teatre Romea de Barcelona el 20 de març de 1887. (Barcelona: Llibreria d'Eudalt Puig, 1887).
- La pena de mort, drama en 3 actes i en vers, escrita conjuntament amb Frederic Soler i Hubert i estrenada el 29 de novembre de 1887. (Barcelona: Llib. d'Eudalt Puig, 1887).
- La dona honrada, comèdia en 3 actes, estrenada al teatre Romea de Barcelona, el 22 abril de (1890) [Manuscrit]